# Eucharistická modlitba

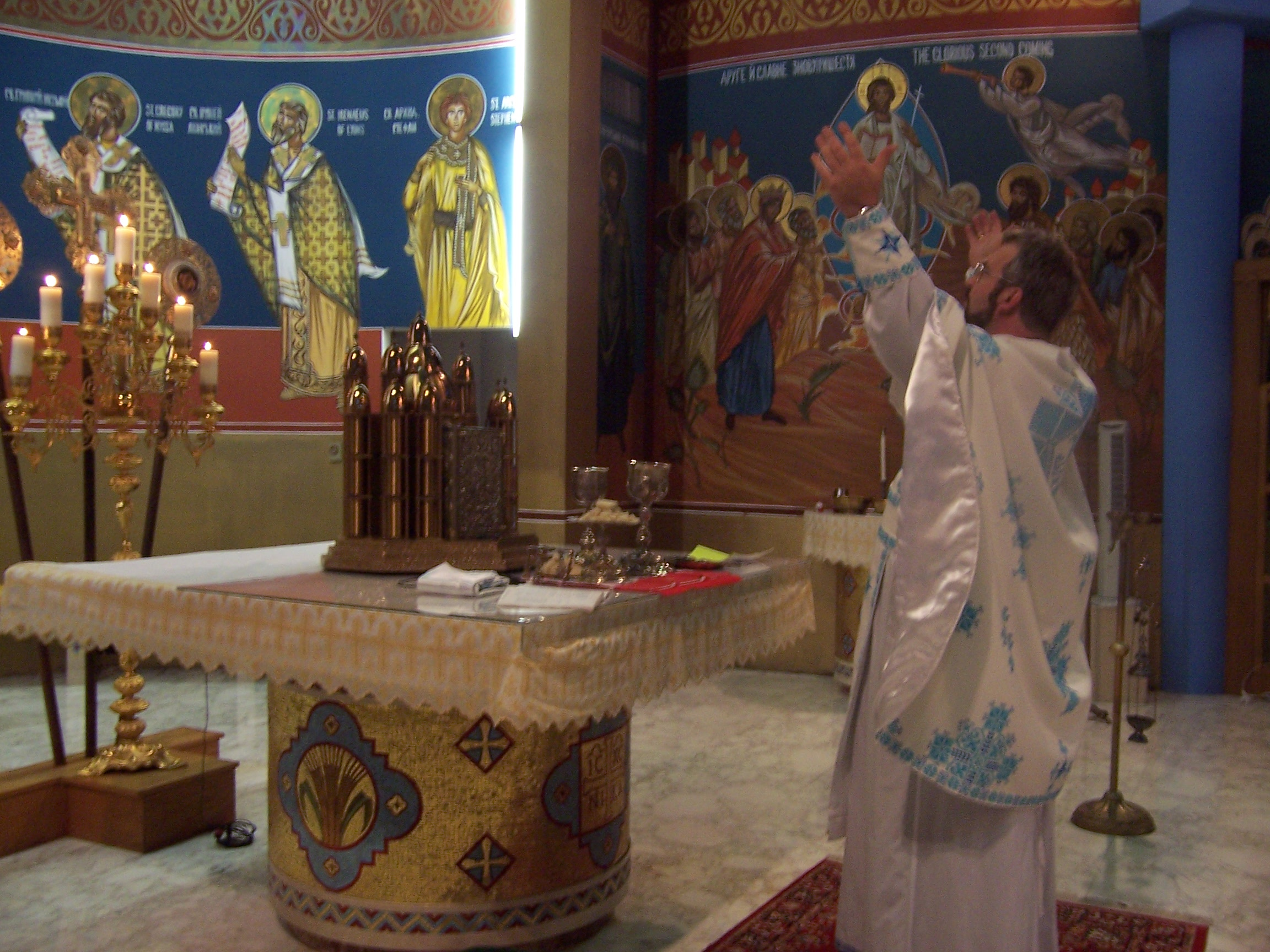
u oltáře

Eucharistická modlitba, ve východních církvích nazývaná anafora, je ta součást eucharistie, která tvoří nejvlastnější jádro této bohoslužby (též mše či ve východních církvích svaté liturgie). Pojmu anafora se častěji používá pro bohoslužbu východních ritů, pojmu eucharistická modlitba pro římský ritus.

## Charakteristika
Tato část bohoslužby, které předchází Orate fratres, začíná dialogem Sursum corda mezi knězem a lidem (nebo jeho obdobnou variantou; následující odpovídá liturgii římského ritu):
Pán s vámi!

I s tebou.

Vzhůru srdce!

Máme je u Pána.

Vzdávejme díky Bohu, našemu Otci.

Je to důstojné a spravedlivé.
Nato následuje první část anafory, zvaná preface, v níž se děkuje Bohu za stvoření, tajemství vykoupení a spásy. Tato část končí zpěvem Sanctus.
Po tomto zpěvu anafora pokračuje připomínkou dějin spásy (anamneze) a vrcholí částí, v níž se pamatuje na poslední večeři Ježíše, jejímž zpřítomněním Eucharistie je. Církev tak odpovídá na Ježíšův příkaz: „To čiňte na mou památku.“
Buď před tímto narratio institutionis nebo po něm je vložena tzv. epikleze neboli modlitba, v níž je svoláván Duch Svatý, aby posvětil dary chleba a vína položené na oltáři.
Zbytek anafory tvoří přímluvy za církev, za svět a za zemřelé. Celá anafora pak vrcholí v tzv. velké doxologii, v níž je veleben Otec, Syn a Duch Svatý; na celou anaforu pak shromáždění odpovídá: Amen.